# Santa diabla
Santa diabla es una telenovela estadounidense escrita por José Ignacio Valenzuela, y producida por Telemundo Studios para Telemundo en 2013.
Está protagonizada por Gaby Espino, Aarón Díaz y Carlos Ponce; con las participaciones antagónicas de Ximena Duque, Gilda Haddock, Wanda D'Isidoro, Ezequiel Montalt,  Roberto Mateos, Lis Vega, Lincoln Palomeque, Zully Montero y Maki Moguilevsky. Cuenta además con las actuaciones estelares de Virna Flores, Javier Valcárcel, Frances Ondiviela, Jeimy Osorio, Eduardo Orozco, Gledys Ibarra y la primera actriz Beatriz Valdés.
Telemundo transmitió la serie como parte de la temporada 2013-2014. En sustitución de El señor de los cielos. Al igual que con la mayoría de sus otras telenovelas, la cadena de televisión transmitió la telenovela con subtítulos en inglés como CC3.

## Sinopsis
Santa Martínez (Gaby Espino) es una mujer que vive feliz en su matrimonio con Willy (Lincoln Palomeque), un profesor de piano que acude a trabajar a la mansión de la potentada familia Cano para darle clases particulares a Daniela Millán Cano (Ana Osorio), una joven caprichosa que al igual que su madre Bárbara (Wanda D'Isidoro) se obsesiona con Willy. Tras ser rechazada por el hombre, Bárbara convence a su hija de acusar a Willy de haber abusado sexualmente de ella y en complicidad con su hermano Humberto (Carlos Ponce) lo meten a la cárcel en donde muere asesinado por órdenes de la matriarca de la familia; Francisca (Gilda Haddock) y de Humberto.
Dolida, Santa jura vengar la injusta muerte del hombre que amaba. Bajo el nombre de Amanda Brown, ella seduce a Humberto y logra comprometerse con él. Una vez casada con él se da cuenta de que la familia Cano no tiene decencia alguna; pues todos los miembros de su familia son seres ruines, ambiciosos y egoístas capaces de todo con tal de ocultar el buen nombre de la familia.  
Por otro lado, Santiago Cano (Aarón Díaz) el hijo menor, fue exiliado de la familia debido a que su mayor sueño era ser un artista, por lo que decide viajar solo para cumplir su sueño. Cuando Santiago regresa; él y Santa se enamoran perdidamente siendo esto el principal obstáculo para que la mujer vengue la memoria de su esposo. Pero diversos secretos que guarda toda la familia Cano le harán dar cuenta a Santa que nada es como parece, en especial Santiago quien guarda un terrible pasado que  cambiará el rumbo de la historia.

## Elenco
- Gaby Espino - Santa Martínez Flores Vda. de Delgado / Amanda Brown de Cano
- Aarón Díaz - Santiago Cano
- Carlos Ponce - Humberto Cano
- Ximena Duque - Inés Robledo de Cano
- Frances Ondiviela - Victoria Coletti de Vidal
- Roberto Mateos - Patricio Vidal
- Lincoln Palomeque - Willy Delgado
- Wanda D'Isidoro - Bárbara Cano de Millán
- Ezequiel Montalt - Jorge Millán "George"
- Lis Vega - Lisette Guerrero
- Zully Montero - Hortensia de Santana
- Christian de la Campa - Franco García Herrera / Sebastián Blanco / René Alonso
- Fred Valle - Gaspar Cano
- Maki Moguilevsky - Alicia Cano "La Diabla"
- Gilda Haddock - Francisca de Cano
- Virna Flores - Paula Delgado
- Eduardo Orozco - Arturo Santana
- Kenya Hijuelos - Lucy Medina
- Alberich Bormann - Iván Cano
- Jeimy Osorio - Mara Lozano
- Gerardo Riverón - Padre Milton Reverte
- Beatriz Valdés - Begoña Flores Vda. de Martínez
- Raúl Izaguirre - Vicente Robledo
- Javier Valcárcel - Francisco "Pancho" Robledo
- Ana Osorio - Daniela Millán Cano
- Pedro Telémaco - Lázaro Illianes
- Gledys Ibarra - Elisa Lozano
- Luis Caballero - Carlos Coletti
- María Raquenel - Tránsito Carvajal
- Carlos Augusto Maldonado - Ulises Coletti
- Jorge Eduardo García - Willy Delgado Martínez
- José Ramón Blanch - Orlando "El Toro" / Ricardo Hernández
- Héctor Contreras - Cifuentes
- Nury Flores - Petra
- Orlando Casín - Dr. Roger Murray
- Michael Matt - Agente Collin Phillips
- D'Michael Haas - Felipe Santana
- Emily Alvarado - Alicia Cano (joven)

## Premios y nominaciones
| Año  | Premiación                      | Categoría                       | Nominados                | Resultados |
| ---- | ------------------------------- | ------------------------------- | ------------------------ | ---------- |
| 2013 | People en Español               |                                 |                          |            |
| 2013 | People en Español               | Mejor telenovela                | Santa Diabla             | Nominada   |
| 2013 | People en Español               | Mejor actriz                    | Gaby Espino              | Nominada   |
| 2013 | People en Español               | Mejor actor                     | Aarón Díaz               | Nominado   |
| 2013 | People en Español               | Mejor villana                   | Lis Vega                 | Nominada   |
| 2013 | People en Español               | Mejor Villano                   | Carlos Ponce             | Nominado   |
| 2013 | People en Español               | Mejor actriz de reparto         | Virna Flores             | Nominada   |
| 2013 | People en Español               | La pareja del año               | Gaby Espino y Aarón Díaz | Nominados  |
| 2013 | Special Beauty Awards           | Belleza de TV                   | Frances Ondiviela        | Ganadora   |
| 2014 | Miami Life Award                |                                 |                          |            |
| 2014 | Miami Life Award                | Mejor telenovela                | Santa Diabla             | Nominada   |
| 2014 | Miami Life Award                | Mejor actriz principal          | Gaby Espino              | Nominada   |
| 2014 | Miami Life Award                | Mejor actor principal           | Carlos Ponce             | Nominado   |
| 2014 | Miami Life Award                | Mejor actriz de reparto         | Frances Ondiviela        | Nominada   |
| 2014 | Miami Life Award                | Mejor actor de reparto          | Javier Valcárcel         | Ganador    |
| 2014 | Miami Life Award                | Mejor primera actriz            | Zully Montero            | Nominada   |
| 2014 | Miami Life Award                | Mejor primera actriz            | Gledys Ibarra            | Nominada   |
| 2014 | Miami Life Award                | Mejor primer actor              | Gerardo Riverón          | Nominado   |
| 2014 | Miami Life Award                | Mejor primer actor              | Roberto Mateos           | Nominado   |
| 2014 | Miami Life Award                | Mejor actor joven               | Lincoln Palomeque        | Nominado   |
| 2014 | Premios Tu Mundo                |                                 |                          |            |
| 2014 | Novela del año                  | Santa Diabla                    | Ganadora                 |            |
| 2014 | Protagonista favorito           | Aarón Díaz                      | Nominado                 |            |
| 2014 | Protagonista favorita           | Gaby Espino                     | Ganadora                 |            |
| 2014 | El malo más bueno               | Carlos Ponce                    | Ganador                  |            |
| 2014 | La mala más buena               | Ximena Duque                    | Ganadora                 |            |
| 2014 | Mejor actriz de reparto         | Frances Ondiviela               | Nominada                 |            |
| 2014 | La pareja perfecta              | Gaby Espino y Aarón Díaz        | Nominados                |            |
| 2014 | La pareja perfecta              | Gaby Espino y Carlos Ponce      | Ganadores                |            |
| 2014 | Primera actriz                  | Gilda Haddock                   | Ganadora                 |            |
| 2014 | Primera actriz                  | Zully Montero                   | Nominada                 |            |
| 2014 | Mejor primer actor              | Fred Valle                      | Nominado                 |            |
| 2014 | Mejor momento de la mala suerte | Mejor momento de la mala suerte | Ganador                  |            |